# Ferrat 95
Albums de Jean Ferrat
Dans la jungle ou dans le zoo Ferrat en scène
Ferrat 95 est un album studio de Jean Ferrat sorti chez Temey en 1994. Il ne contient que des adaptations des textes de Louis Aragon. Il s'agit du dernier album inédit sorti du vivant de Jean Ferrat. 

## Titres
Textes de Louis Aragon. Musiques de Jean Ferrat.
| No  | Titre                        | Durée |
| --- | ---------------------------- | ----- |
| 1.  | Complainte de Pablo Neruda   |       |
| 2.  | Elle                         |       |
| 3.  | J'arrive où je suis étranger |       |
| 4.  | Devine                       |       |
| 5.  | Chagall                      |       |
| 6.  | Les Feux de Paris            |       |
| 7.  | Chambres d'un moment         |       |
| 8.  | Lorsque s'en vient le soir   |       |
| 9.  | Qui vivra verra              |       |
| 10. | Odeur des myrtils            |       |
| 11. | Carco                        |       |
| 12. | Musique de ma vie            |       |
| 13. | Pablo mon ami                |       |
| 14. | Pourtant la vie              |       |
| 15. | Les Oiseaux déguisés         |       |
| 16. | Epilogue                     |       |

## Crédits
- Arrangements et direction musicale : Alain Goraguer.